# Passione (série télévisée)
Pour les articles homonymes, voir Passione.
Passione est une série télévisée brésilienne diffusée du 17 mai 2010 au 14 janvier 2011 sur le réseau de télévision Globo. Passione est la 74e novela das oito du réseau Globo, c'est-à-dire qu'elle est la 74e série à occuper le créneau horaire de première partie de soirée, à 20 heures, succédant au journal télévisé de la chaîne, le JN. Elle remplace la série Viver a Vida.
Produite par Rede Globo, la série est une création de Silvio de Abreu, créateur et scénariste prolifique de telenovelas pour Rede Globo, et sa réalisation a été assurée par Denise Saraceni. Elle met en scène dans les rôles principaux Fernanda Montenegro, Tony Ramos, Mariana Ximenes et Reynaldo Gianecchini.